# フローラ・ハイマン
フローラ・ジーン・ハイマン（選手登録名:フロー・ハイマン、英表記: Flora Jean Hyman、 1954年7月31日 - 1986年1月24日）は、アメリカ合衆国のバレーボール選手である。ロサンゼルスオリンピック銀メダリスト。

## 来歴
カリフォルニア州イングルウッド出身。8人兄弟の2人目として生まれる。長身の家系で父は185cm、母は180cmだがハイマンは12歳のときに183cm、大人になった段階で196cmの身長となった。イングルウッドにあるモーニングサイドハイスクールを卒業後、ヒューストン大学に進学した。同大学初の女子アスリート奨学生であったが、バレーボールのキャリアを優先するために卒業はしなかった。彼女はその点についてバレーボールからの引退後、60歳になってからでも大学に行くことができると発言している。
1974年に米国女子代表入りしたが、1980年モスクワオリンピックには、アメリカがボイコットを決定したため出場を逃した。1981年のバレーボールワールドカップ、1982年のバレーボール世界選手権に出場、銅メダルを獲得した。彼女のスパイクは時速180kmであったと測定されている。1984年ロサンゼルスオリンピックでは最も年長でかつ長身の選手としてアメリカ代表を牽引し決勝で中国に敗れたものの銀メダルを獲得した。
1982年11月、ダイエーにバレー部が誕生したときにリタ・クロケットとともに来日。ダイエーのアタッカーとして活躍した。1986年1月24日の日本リーグの試合中に意識を失い、搬送先の病院で息を引き取った。

## 非業の死
日立が4シーズン全勝優勝を遂げ、第19回日本リーグがスタートする。ハイマンは両膝半月板の具合が悪く、スタメンを外れ途中出場に留まっていた。
1986年1月23日夜、打倒日立に燃えるハイマンは秘策として守備フォーメーションの変更を、宿泊先である松江市内のホテルでダイエー監督の米田一典に具申。スタメン起用を申し入れ、「選手生命をかける」とチームメートに誓った。
1月24日（金曜日）、松江市総合体育館の第二試合・ダイエー対日立の試合が始まる。日立は連勝記録を伸ばし88連勝としていた。ハイマンはスタメンで出場し、1セットオールとなった第3セット7-6とリードした場面でベンチに退く。程なくベンチで倒れたが、現場の人は誰も緊急蘇生処置を知らず、茫然としていたという。その後、松江赤十字病院へ搬送されたが、救急隊員によれば「意識不明で脈拍が微弱」であったという。集中治療室で心臓マッサージが施されたが、21:36（JST）に試合結果を知らぬまま帰らぬ人となった。死因は当初急性心不全と発表されたが、その後のアメリカ側の検査でマルファン症候群による大動脈解離と判明した。
遺体は1月24日深夜に陸路で大阪に搬送され、ダイエー練習場でファンや関係者の弔問を受けた後、27日に伊丹空港から無言の帰国。
アリー・セリンジャー（当時アメリカ合衆国女子代表監督）夫人に宛てた手紙が、試合会場の更衣室に残されており、次のように記されていた。
突然の訃報に接したセリンジャー夫人は、「コートで死んで本望だったかも知れない」と独りごちたという。
ハイマンの死は、倒れた際の映像が放送されたこともあり、アメリカでも大きな反響を呼んだ。1986年1月31日午前10時（現地時間）にトリニティ・パブティスト教会（ロサンゼルス）で行われた葬儀は全米に放送され、自宅にほど近いイングルウッド公園墓地に埋葬された。

## エピソード
ダイエー・オレンジアタッカーズおよびアメリカナショナルチームは、彼女の背番号7を永久欠番にすることを決めた。ハイマンの死後、日本バレーボール協会の健康対策委員会が設置され、協会登録の全選手に年2回の心臓疾患を中心とした定期診断を義務付けることを決定した。
彼女の功績を称え1987年からアメリカ国内女子スポーツ選手を対象としたフローラ・ハイマン賞も設立されたが、2004年を以って終了した。

## 球歴
主な国際大会出場歴
- オリンピック - 1984年
- 世界選手権 - 1978年、1982年
- ワールドカップ - 1977年、1981年

受賞歴
- オールアメリカン3度
- 1981年のワールドカップのベスト6、ベストヒッター
- 1988年にバレーボール殿堂入り[8]
- スポーツ・イラストレイテッドの選ぶ20世紀の女性運動選手69位にランクイン[9]。